# Gianni Da Ros
Gianni Da Ros (Pordenone, 26 augustus 1986) is een Italiaans wielrenner die voorheen uitkwam voor het Italiaanse Liquigas.
In maart 2009 werd Da Ros, die bezig was met zijn eerste seizoen als profwielrenner, opgepakt in verband met bezit van doping en het verhandelen van doping. Zijn ploeg stelde hem direct op non-actief. In de zomer van 2009 heeft hij de ploeg daadwerkelijk verlaten. Hij kreeg een schorsing van 20 jaar. Later werd de schorsing echter om gezet naar 4 jaar.

## Overwinningen
2007
- Open Balkan Championships Baanwielrennen, achtervolging, Elite
- Open Balkan Championships Baanwielrennen, ploegenachtervolging, Elite (met Gianpolo Biolo, Alessandro De Marchi en Martino Marcotto)

2008
- Tre Giorni Citta di Pordenone (met Davide Cimolai)

## Grote ronden
Geen
Agnoli ·
Albasini ·
Basso · 
Beltrán (tot 30/09) · 
Bennati ·
Bertagnolli ·
Bodnar ·
Carlström · 
Cataldo ·
Chicchi ·
Corioni ·
Curtolo ·
Da Dalto ·
Fischer ·
Franzoi ·
Kreuziger ·  
Koetsjynski · 
Miholjević ·
Mugerli ·
Nibali ·  
Noè ·
Pellizotti ·
Petito (tot 15/04) ·
Pozzato ·
Quinziato ·
Santaromita ·
Štangelj ·
Trenti ·
Vanotti ·
Wegelius ·
Willems ·
Da Ros (stagiair) ·
Guarnieri (stagiair)
Agnoli ·
Basso · 
Bennati ·
Bodnar ·
Carlström · 
Chicchi ·
Corioni ·
Da Ros (tot 31/03) ·
Fischer ·
Franzoi ·
Guarnieri ·
Kreuziger ·  
Koetsjynski · 
Miholjević ·
Nibali ·  
Noè (tot 30/04) ·
Oss ·
Pellizotti ·
Quinziato ·
Sabatini ·
Santaromita ·
Štangelj ·
Szmyd ·
Vandborg ·
Vanotti ·
Willems ·
Zaugg ·
Benedetti (stagiair) · 
Paterski (stagiair)